# Whitelist
Una whitelist, o allowlist, è un elenco di entità che ricevono un particolare privilegio, servizio, accesso o riconoscimento. Le entità presenti in questo elenco sono accettate e approvate. 
Solo il contrario delle blacklist, ovvero liste di entità che non sono autorizzate, non sono riconosciute o sono escluse. 

## Whitelist di posta elettronica
I filtri antispam spesso permettono di aggiungere alla "whitelist" specifici indirizzi IP, indirizzi email o nomi di dominio dei mittenti. Questo serve a garantire che le loro email non vengano rifiutate o spostate nella cartella della posta indesiderata. Gli utenti o gli amministratori di sistema possono gestire questa lista manualmente, oppure possono utilizzare servizi di whitelist esterni. 

### Whitelist delle applicazioni
Un approccio per combattere virus e malware è quello di inserire nella whitelist i software considerati sicuri da eseguire, bloccando tutti gli altri.     Ciò è particolarmente interessante in un ambiente aziendale, dove solitamente esistono già delle restrizioni sui software approvati. 